# 艾迪甫·艾合麦提·马合穆提·尤格纳克
艾迪甫·艾合麦提·马合穆提·尤格纳克（12世纪—13世纪），简称艾合麦提·尤格纳克，喀喇汗国学者诗人。
艾合麦提·尤格纳克生活在12世纪下半期到13世纪上半期的喀什噶尔（今新疆维吾尔自治区喀什市），是一位盲人。他的著作有《真理的入门》献给喀喇汗国的埃米尔穆罕默德。他用在喀什噶尔当地民众的语言写成的劝诫长诗，连同跋一共500余行，主题宣扬伊斯兰教的哲学伦理，反映了当时社会情况。